# Bulet muddermos
Bulet muddermos (Physcomitrella patens) er et sjældent mos i Danmark på kalkholdig jord og dynd. Det videnskabelige artsnavn patens betyder 'udstående' og sigter til bladstillingen.